# エル・リンダマン
エル・リンダマン（1995年2月12日 - ）は、日本の男性プロレスラー。本名および旧リングネームは林 悠河（はやし ゆうが）。東京都中野区出身。血液型B型。

## 経歴

### 2014年
- 2014年4月4日、DRAGON GATE NEXでのT-Hawk戦でデビュー。
- 4月13日、三重大会の第0試合のEita戦であごを骨折し長期欠場。
- 8月5日、後楽園ホール大会で復帰戦および本戦デビューする。
- 9月から開催されたタッグリーグでリョーツ清水と"ミスター・ハイテンション"琴香のタッグでけがをした琴香の代わりにリョーツのパートナーとして登場。
- 12月16日、後楽園ホールで初のメインのリングに立つ。土井ダーツで選出された一人でCIMA&パンチ富永&新井健一郎&ヨースケ♡サンタマリアとタッグを組み対戦相手のジミー・神田にジャーマンスープレックスホールドを決めてデビュー8か月で初勝利を飾る。
- 『週刊プロレス』で募集されたプロレスグランプリで新人賞を受賞する。全部で672票が入り2位は全日本プロレスの野村直矢で300票以上の差をつけた。

### 2015年
- 2015年1月10日、オープン・ザ・ブレイブゲート王座決定トーナメントに出場しパンチ富永をロコモーション式のジャーマンスープレックスホールドを決めてわずか46秒で勝利する。
- 1月16日、ミレニアルズに加入。同月18日よりリングネームをエル・リンダマンと改名。
- 8月6日、自身の所属していたミレニアルズが解散する。
- 10月8日、オープン・ザ・トライアングルゲート王座終了後にVerserKに攻撃されていたパンチ富永をEita、山村武寛、石田凱士と共に救出。その後、Eitaが王者組である大阪06の2人とフジイの3人とパンチを救出した4人と救出されたパンチを含めた若手5人でのユニット結成をCIMA達に願い出ると、CIMAとGammaが受諾し、フジイをのぞいたトライアングルゲート王者組と若手5人で新ユニットをつくる事になった。

### 2016年
- 2016年9月29日 VerserKに加入。

### 2017年
- Verserk加入後より顔面にVerserkカラーのメイクを施すようになり、凶器としてブルロープを使用。

### 2018年
- 5月7日、中国上海市を中心とした海外事業を展開する株式会社ドラゴンゲートの代表にCIMAが就任。CIMA、T-Hawk、山村武寛と共に海外を中心に活動することになり、日本での出場機会は不定期になることが発表された。

### 2020年
- 7月5日、ZERO1主催の天下一Jr.に出場。初出場ながら決勝戦まで駒を進めるも、決勝で北村彰基に敗れ準優勝。
- 9月4日、北村彰基が持つインターナショナルジュニアヘビー級王座とNWA世界ジュニアヘビー級王座に挑戦し勝利。キャリアとして初のシングル王者に輝く。

### 2021年
- 3月12日、自主興行「ACTION MAX!」新宿FACE大会にて、CIMAを含める#STRONGHEARTSの4名がGLEAT入団を発表し、翌日入団会見を行なった。
- 9月7日、田村ハヤトのGLEATへの移籍トラブルによりZERO1側がGLEATとの絶縁を発表。それに伴い、自身が保持しているインターナショナルジュニアヘビー級王座とNWA世界ジュニアヘビー級王座を剥奪された。
- 同日の全日本プロレスの後楽園ホール大会にて、T-Hawkとのコンビでゼウスとイザナギが保持するアジアタッグ王座に挑戦し勝利。第111代王者となり、初のメジャータイトル獲得となった。

### 2022年
- 1月5日、新日本プロレスの東京ドーム大会「WRESTLE KINGDOM 16」にて、サプライズ参戦したCIMAのセコンドとして参加。IWGPジュニアヘビー級王座を保持するエル・デスペラードに希望する対戦相手として名前を挙げられた。
- 2月22日、後楽園ホール大会にて、GLEATが新設した初のタイトル「G-REX」の初代王座を決める「G-REXトーナメント」の準決勝・決勝戦が行われる。最終的には田村ハヤトと対決し勝利し、初代王者となる[1]。
- 3月1日、新日本プロレスの日本武道館大会「旗揚げ記念日」にて、CIMA、T-Hawkと共にゲスト参戦。鈴木軍のデスペラード、金丸義信、DOUKIと6人タッグマッチで対決し勝利。試合後のバックステージで改めてデスペラードからシングルマッチを希望される。
- 5月15日から開幕したBEST OF THE SUPER Jr.では、対戦を渇望されていたデスペラードと同じブロックにエントリーされ[2]、結果は4勝5敗と負け越したが、24日の後楽園ホール大会にてデスペラードから勝利を挙げるなど[3]高いインパクトを残した。また、シリーズ中の18日には入江茂弘とG-REX王座の防衛戦を闘い、2度目の防衛に成功した[4]。
- 2023年3月1日開催の『ジュニア夢の祭典 〜ALL STAR Jr. FESTIVAL 2023〜』では第5試合タッグマッチに出場[5]。

### 2023年
- 7月2日、全日本プロレス後楽園ホール大会にて、青柳亮生を下し世界ジュニアヘビー級王座を奪取。

## 得意技
ロコモーション式タイガー・スープレックス・ホールド
リンダマンの主なフィニッシャー。ジャーマン2発から繋ぐ。
ジャーマン・スープレックス・ホールド
各種柔道技
熊殺し
背負い投げの態勢からシットダウン式で前方に落とす技。名前は放送席で実況している時に判明。
トペ・コンヒーロ
ノータッチで放つこともある。

## タイトル歴
プロレスリングZERO1
- NWA世界&インターナショナルジュニアヘビー級王座：第125代&第25代

DRAGON GATE
- オープン・ザ・トライアングルゲート王座：第60代（w/ 鷹木信悟&吉田隆司）

DDTプロレスリング
- KO-D6人タッグ王座：第40代（w/ 遠藤哲哉&T-Hawk）

全日本プロレス
- 世界ジュニアヘビー級王座：第66代
- アジアタッグ王座：第111代（w/ T-Hawk）

GLEAT
- G-REX王座：初代
- G-RUSH王座:初代

プロレス大賞
- 技能賞：2022年

## エピソード
- ドラゴンゲートでは2014年に唯一デビューした選手である。
- CIMAが認めるほどマイクパフォーマンスが得意。マイクでミレニアルズを言い負かした時は、CIMAが「デビュー半年にしてこのマイク」と褒め讃えた。2015年1月16日の後楽園大会のセミ終了後、ミレニアルズへの加入を表明した林とMBメンバーのCIMAがマイクで対決し、林はそのCIMAをも言い負かす形となった。
- 足立学園高等学校出身[6]。そのため望月成晃は高校の先輩にあたる。
- DG会員限定のパンフレットにて保育園からの親友に大怪我をさせる。現在でも親友とは関係が有り試合にも見に来ている。
- ツインゲートを巡るCIMAとの抗争以降、事ある毎に相手に靴舐めを強要するようになった。しかしながら大抵は邪魔が入ったり、相手に足を噛まれたりする。
- 世界ジュニアヘビー級王座を奪取した際には、ベルトを座布団代わりにしてコメントするなどの全日本への侮辱的な態度から、普段は怒りを表に出さないライジングHAYATOまでもが「そもそもリンダマンのことは普通に嫌いなんだよね。たぶん人間として合わない」と感情を剥き出しにしていた[7]。

## 入場曲
- Double RL Ansemic

作曲 : 黒宮雅斗（ラチエンブラザーズ）
編曲 : 涼真（From MAKEOWNLIFE & 夜韻-Yoin-）